# Icon in Me
«Icon in Me» (iMi) — российская грув-метал-группа из Москвы. Образована в ноябре 2007 после распада предыдущего проекта музыкантов «Hostile Breed». Группа интересна в первую очередь интернациональным составом: помимо музыкантов из России, в коллектив входят также музыканты из Швеции и Дании.

## История

### Начало создания
После распада московской метал-группы «Hostile Breed» один из её музыкантов — гитарист D.Frans (Дмитрий Тазенков) приступает к реализации долго вынашиваемого им плана о создании международного проекта. На протяжении двух месяцев, после поисков готовых к сотрудничеству музыкантов из Европы и многочисленных прослушиваний уже в начале 2008 был создан окончательный состав коллектива. В него вошли шведский вокалист Tony JJ (участник проектов M.A.N., С-187, Transport league, а также бывший участник группы Mnemic), гитаристы D.Frans и Artyom, бас-гитарист Konstantin и датский барабанщик Morten.

### 2008—2009
После создания группы коллектив принимает участие в записи дебютного альбома. Запись пластинки стартовала в датской студии «Hansen Studios» под руководством известного продюсера Якоба Хансена, известного по работам с такими командами, как Destruction, Mercenary, Maroon и Amatory.
Работа над альбомом шла в течение шести месяцев в различных студиях Европы и России. В работе над ним приняли участие известные гостевые музыканты, в том числе Стив Смит (ex-Nevermore, Testament), Flemming C.Lund (The arcane order, Invocator), Энди Солвестрём (Within Y, Evildoer, Cipher system) и другие.
В июле 2008 года Icon In Me выступают на своём первом концерте в оригинальном составе, открывая выступление группы «Machine Head» в Москве. Тогда же был снят клип на песню «That day, That sorrow», впоследствии вошедший в альбом.
2 мая 2009 года дебютный альбом музыкантов, получивший название «Human museum», был издан в странах Европы на известном немецком лейбле «Massacre Records». В России издателем альбома стал «Irond Records». Презентация состоялась в клубе «Plan B». Диск получил удовлетворительные отзывы во многих тематических изданиях по всему миру.
После выхода альбома группа даёт несколько концертов на территории России. В октябре 2009 года выходит интернет-сингл «Moments» (заявленный группой как maxi-EP), в который вошло несколько кавер-версий известных рок-групп, а также ремикс на заглавную композицию, выполненный группой Xe-NONE. Сингл некоторое время можно было бесплатно скачать с официального сайта группы.

### 2010—2011
В начале 2010 года альбом «Human Museum» переиздавался мэджор-лейблом «Союз» в digi-формате. В переиздание вошли также четыре бонус-трека.
В марте 2010 года группа отправляется в тур по городам России. Тогда музыкантами было дано 15 концертов преимущественно в городах Сибири. Позднее «Icon in me» получили возможность открыть московский концерт группы «Lamb of god».
В сентябре 2010 года группа начала подготовку к записи своего второго альбома. Весной 2011 года стала известно его название — «Head Break Solution». В записи диска также приняли участие известные музыканты, такие как Глен Дровер (Megadeth, King Diamond), Андерс Бьорлер (The Haunted, At the Gates), Олоф Мёрк (Nightrage, Amaranthe), Олег Изотов (Тринити, Пилигрим) и другие. В преддверии релиза (который прошёл в июле 2011) был выпущен второй сингл группы, «The Quest». Новый релиз был положительно отмечен в ряде тематических изданий.

## Состав

### Текущий состав
- Tony JJ (Тони Еленкович (швед. Tony Jelencovich)) — вокал, лирика (ex-Mnemic, M.A.N., С-187, Transport League)
- D.Frans (Дмитрий Тазенков) — гитара (ex-Hostile Breed)
- Artyom (Артём Щербаков) — гитара (ex-Reign The Absolute, Безумные усилия)
- Morten (Мортен Лойве Соренсен (дат. Morten Løwe Sørensen) — ударные (Amaranthe, Mercenary, The Arcane Order, Submission, Soilwork, Hatesphere, Scarve)
- Владимир Каплин — бас-гитара

### Бывшие участники
- Konstantin (Константин Кашталап) — бас-гитара (ex-Hostile Breed)

## Дискография

### Альбомы
- Human Museum (2009)
- Head Break Solution (2011)

### Синглы
- Moments (2009)
- The Quest (2011)
- Lost for Nothing (2012)
- Black Water (2013)

## Видеография
- That Day, That Sorrow (2009)
- Dislocated (2010)
- Un-Slaved (2011)
- Lost For Nothing (2011)
- Tired and Broken (2012)